# واندرسون
فرانسیسکو واندرسون دو کارمو کارنیرو (پرتغالی: Francisco Wánderson do Carmo Carneiro؛ زادهٔ ۱۸ فوریهٔ ۱۹۸۶) که عموماً با نام واندرسون شناخته می‌شود، بازیکن فوتبال در پست مهاجم/هافبک اهل برزیل است که در شهر Baturité آن کشور به دنیا آمده‌است.

## باشگاهی
واندرسون دو کارمو در تیم‌های فوتبال فورتالزا ،الاهلی، کراسنودار و دینامو مسکو سابقهٔ حضور دارد.